# Nicolae Râmneanțu
Râmneanțu Nicolae (n. 26 aprilie 1869, comuna Silagiu, comitatul Timiș, Regatul Ungariei – d. 1 aprilie 1951, Silagiu ) a fost un deputat în Marea Adunare Națională de la Alba Iulia, organismul legislativ reprezentativ al „tuturor românilor din Transilvania, Banat și Țara Ungurească”, cel care a adoptat hotărârea privind Unirea Transilvaniei cu România, la 1 decembrie 1918.

## Biografie
A fost agricultor și proprietar de case și de vie.
A acționat în vechiul partid național și în România Mare până la desființarea partidelor. A fost domiciliat și în comuna urbană Buziaș.
A difuzat printre țărani gazetele Dreptatea și Drepelul.
A fost conducătorul corului românesc din Silagiu și primarul comunei în perioada cuprinsă între anii 1920-1934.
A fost delegat din partea Cercului Rittberg (acum Tormac), la Marea Adunare Națională de la Alba – Iulia din 1 decembrie 1918 la care s-a decretat unirea Transilvaniei cu România.